# Amelisweerd
Amelisweerd is een landgoed in de gemeente Bunnik, ten oosten van de stad Utrecht. Het landgoed ligt aan de Kromme Rijn tussen Utrecht en Bunnik en grenst aan het landgoed Rhijnauwen. Er lopen verschillende wandelroutes door Amelisweerd.

## Geschiedenis
Amelisweerd wordt indirect voor het eerst genoemd in 1224 met de vermelding van de ridder Amelis miles de Insula wat de Latijnse variant is van Amelis uit de Weerd. Vermoedelijk had deze Amelis een waard langs de Kromme Rijn in leen van de proosdij van Oudmunster te Utrecht en is hieraan de naam ontleend.
Later werd het landgoed in drieën gedeeld. Twee delen vormen het huidige Oud-Amelisweerd; het derde deel vormt Nieuw-Amelisweerd.

### Oud-Amelisweerd

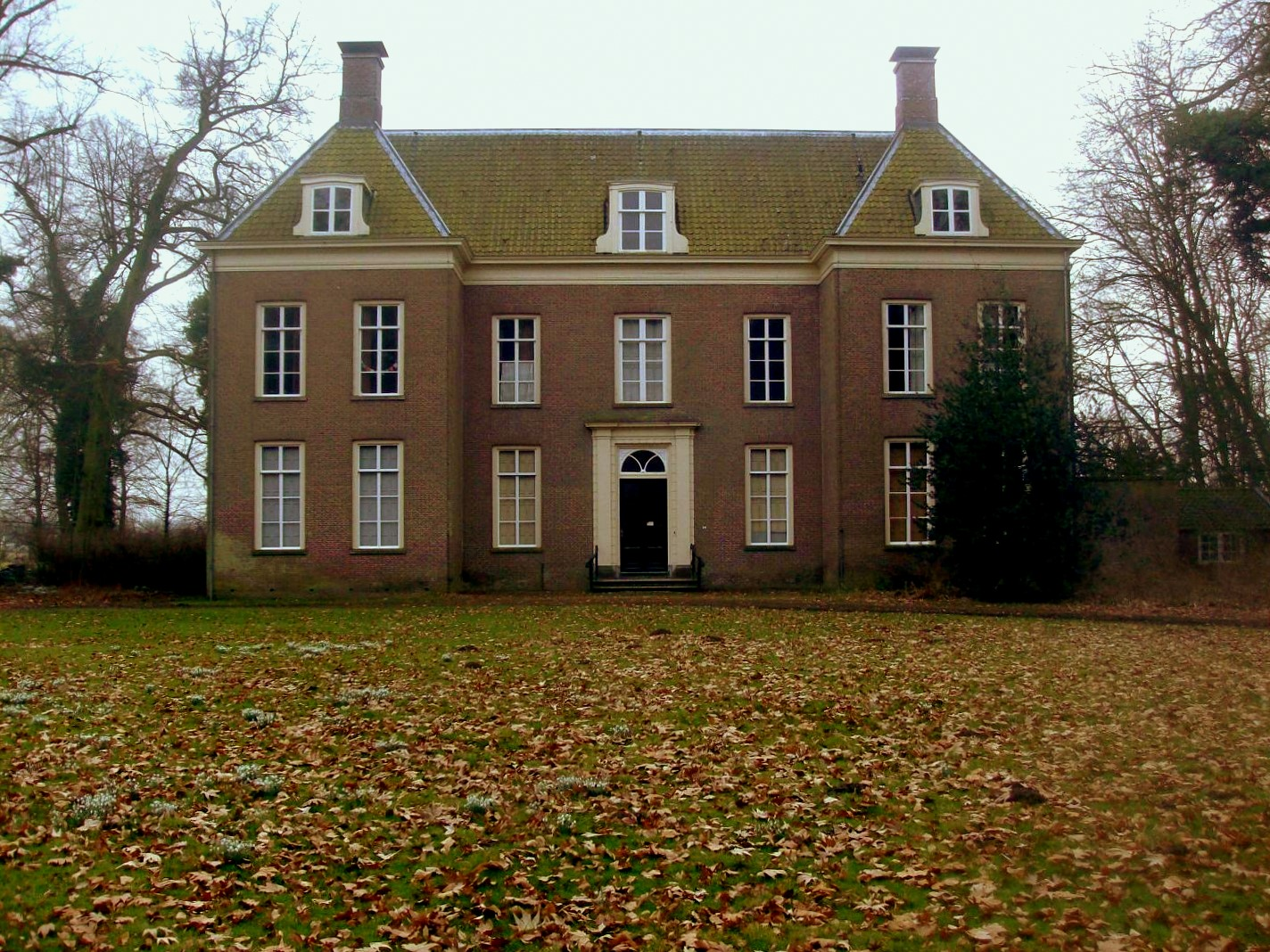
Oud-Amelisweerd

Oud-Amelisweerd werd in 1537 erkend als ridderhofstad. In 1761 kreeg baron Gerard Godard Taets van Amerongen het landgoed in leen van zijn vader. Taets van Amerongen liet een brug over de Kromme Rijn aanleggen en herstructureerde het landgoed tot een park met uitgebreide tuinen. Deze structuur is tegenwoordig nog terug te vinden in het landgoed. In 1770 bouwde hij het landhuis Oud-Amelisweerd als zomerverblijf. Het huis werd omringd door een parklandschap dat is aangelegd in de geest van de Verlichting. 

### Nieuw-Amelisweerd

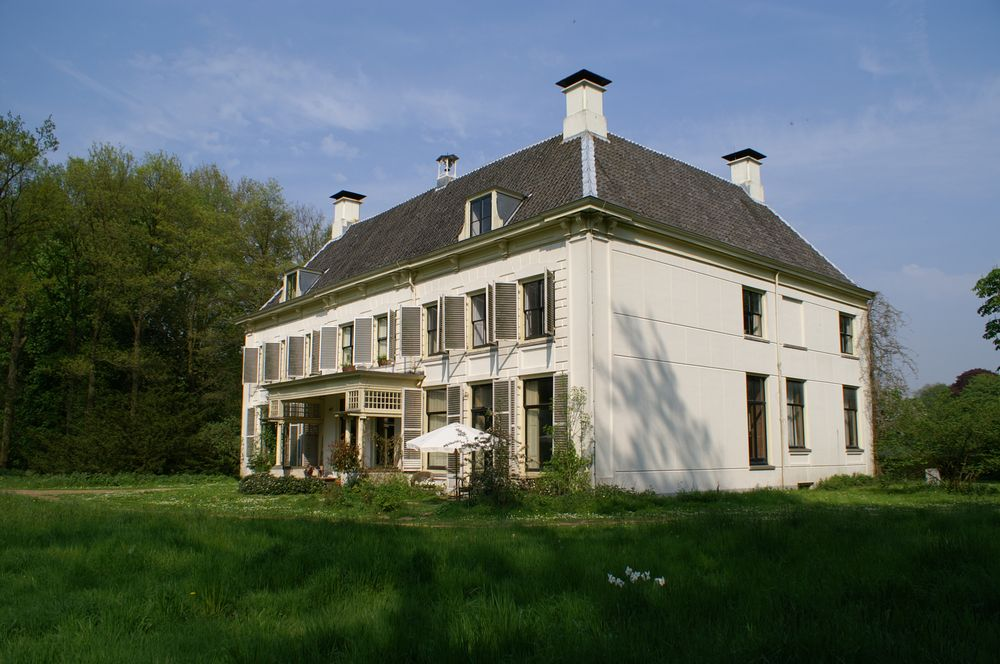
Nieuw-Amelisweerd

Rond het jaar 1380 volgt een eerste vermelding als ridderhofstad Groenewoude. Nieuw-Amelisweerd werd in 1538 opnieuw bevestigd als ridderhofstad.

### Koninklijke residentie
Van 1808 tot 1810 was heel Amelisweerd in het bezit van koning Lodewijk Napoleon Bonaparte. De koning was van plan van het landgoed de koninklijke residentie te maken. Zelf zou hij op Oud-Amelisweerd gaan wonen terwijl zijn beveiliging op Nieuw-Amelisweerd werd ondergebracht. Uiteindelijk bracht hij slechts acht dagen door in het landhuis. De Utrechtse Koningsweg en de Bunnikse Koningslaan herinneren nog aan Lodewijk Napoleons plannen om van Amelisweerd zijn residentie te maken.
Ook de volgende eigenaren, Paulus Wilhelmus Bosch van Drakenstein en zijn erfgenamen bewoonden het landhuis slechts zelden. Daardoor behield het landhuis zijn oorspronkelijke staat, met onder andere uniek 18e-eeuws Chinees behang op de bel-etage.

### Gemeentelijk bezit
In 1951 kwam het landgoed Oud-Amelisweerd in handen van de gemeente Utrecht. Zij kocht het landgoed, inclusief de pachtboerderijen Zonnewijzer en Willegenburg van de familie Bosch van Drakenstein. De gemeente kreeg in 1963 ook Nieuw-Amelisweerd in haar bezit.
Een groep krakers kraakte het landhuis Nieuw-Amelisweerd in 1971. In 1984 is het landgoed gerestaureerd door architect E.J. Hoogenberk op initiatief van de oorspronkelijke krakers. Het huis telt 17 woonappartementen en is niet toegankelijk voor bezichtiging. Actrice Carice van Houten groeide op in het koetshuis van Nieuw-Amelisweerd.

#### Museum
Het ensemble van landhuis, koetshuis en tuin behoort tot de top-100 van rijksmonumenten in Nederland.  

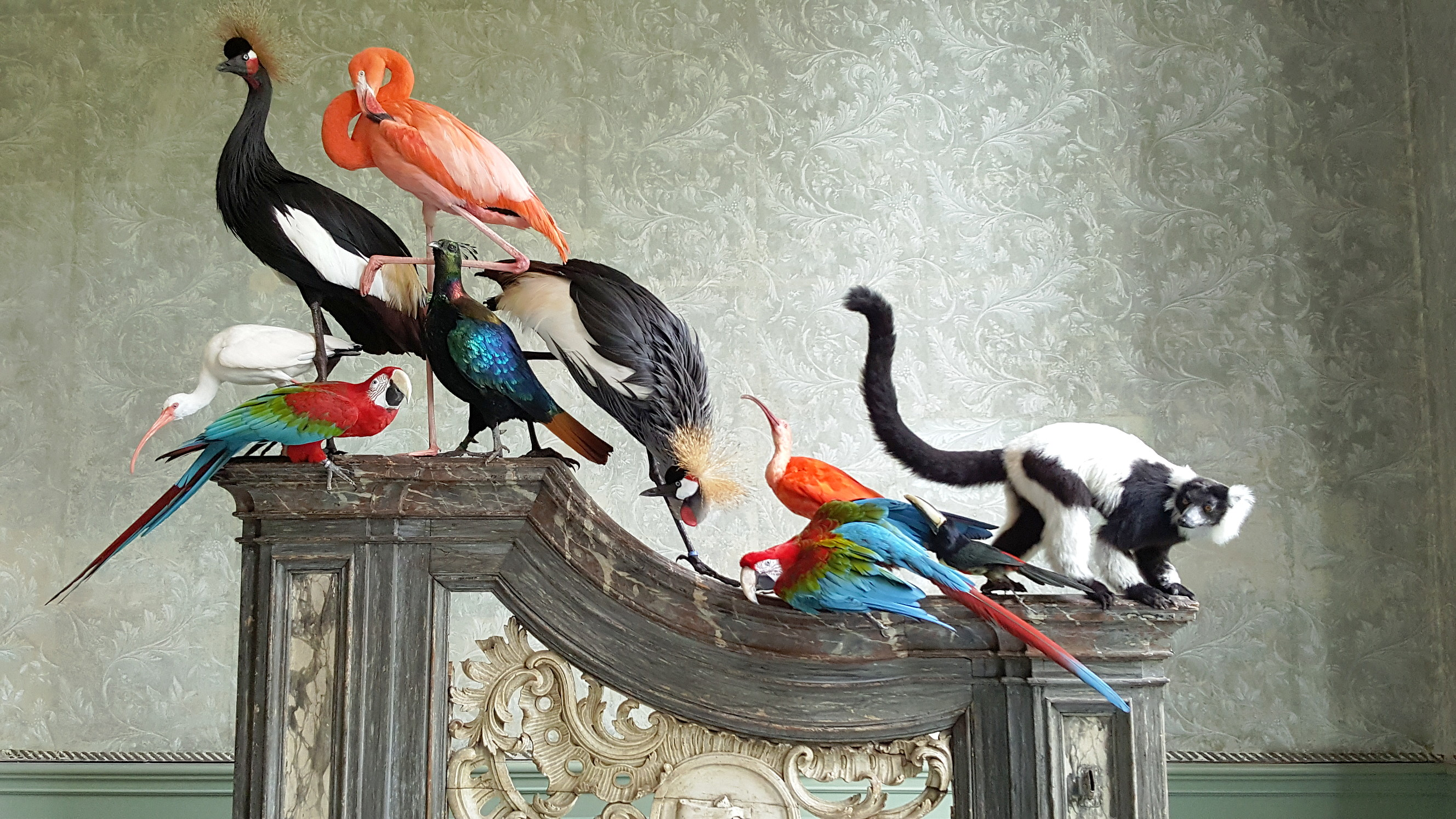
Taxidermie compositie door Sinke en Van Tongeren voor de expositie Tier.

Huis Oud-Amelisweerd werd van 2014-2018 beheerd door Museum Oud Amelisweerd. In 2018 ging het museum failliet. Het museum toonde drie collecties: de breedste en grootste collectie werken van de kunstenaar Armando, de historische buitenplaats Oud Amelisweerd en unieke Chinese en andere historische behangsels. Daarnaast waren er wisselende exposities waarin het werk van de kunstenaar Armando gecombineerd werd met kunstwerken van andere kunstenaars. Een van de hoogtepunten was de tentoonstelling ‘Tier’, een samenwerking tussen Armando en het kunstenaarsduo Sinke en Van Tongeren. 
Huis Oud Amelisweerd is vanaf 2019 in gebruik onder de naam Pop-up Museum Oud Amelisweerd. Pop-up Museum Oud Amelisweerd is een initiatief van Museum Huis Doorn, gesteund door de partners van de Stichting Samenwerkende Kasteelmusea Utrecht (SSKU): Kasteel de Haar, Slot Zuylen, Kasteel Amerongen. Unieke objecten uit de depots van deze Utrechtse kasteelmusea – die normaal gesproken niet te zien zijn voor het publiek – worden samen met moderne kunst en design getoond tussen de fraaie 18e en 19e-eeuwse behangsels die de muren van het landhuis sieren.

## Boom van het jaar
In 2022 werd de zogenaamde Markiezeneik in Amelisweerd tot boom van het jaar gekozen. Deze publieksprijs wordt georganiseerd door SBNL Natuurfonds. 
De Markiezeneik is een 30 meter hoge eik in het Markiezenbos en is in de 18e eeuw aangeplant door Henri Maximilien, de markies van het landgoed Amelisweerd. Het Markiezenbos is een bijzonder natuurgebied met stinzenplanten, bos , water en grote biodiversiteit. Zo verblijven zich hier veel reeën, ooievaars en is er een reigerkolonie. 

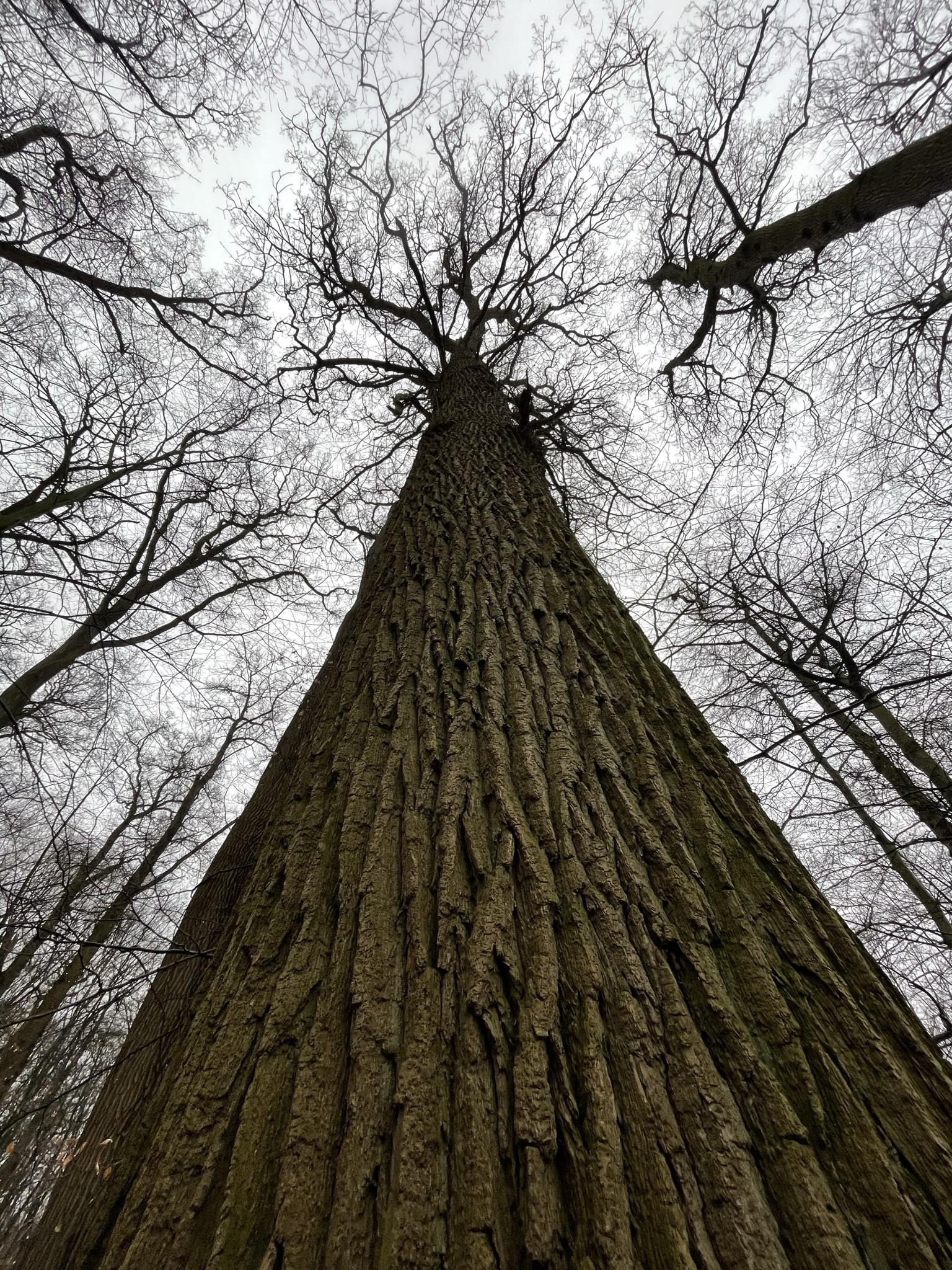
De Markiezeneik in begin 2023

Inmiddels doet de Markiezeneik ook mee in de Europese verkiezing voor de boom van het jaar.

## Protesten tegen snelweg

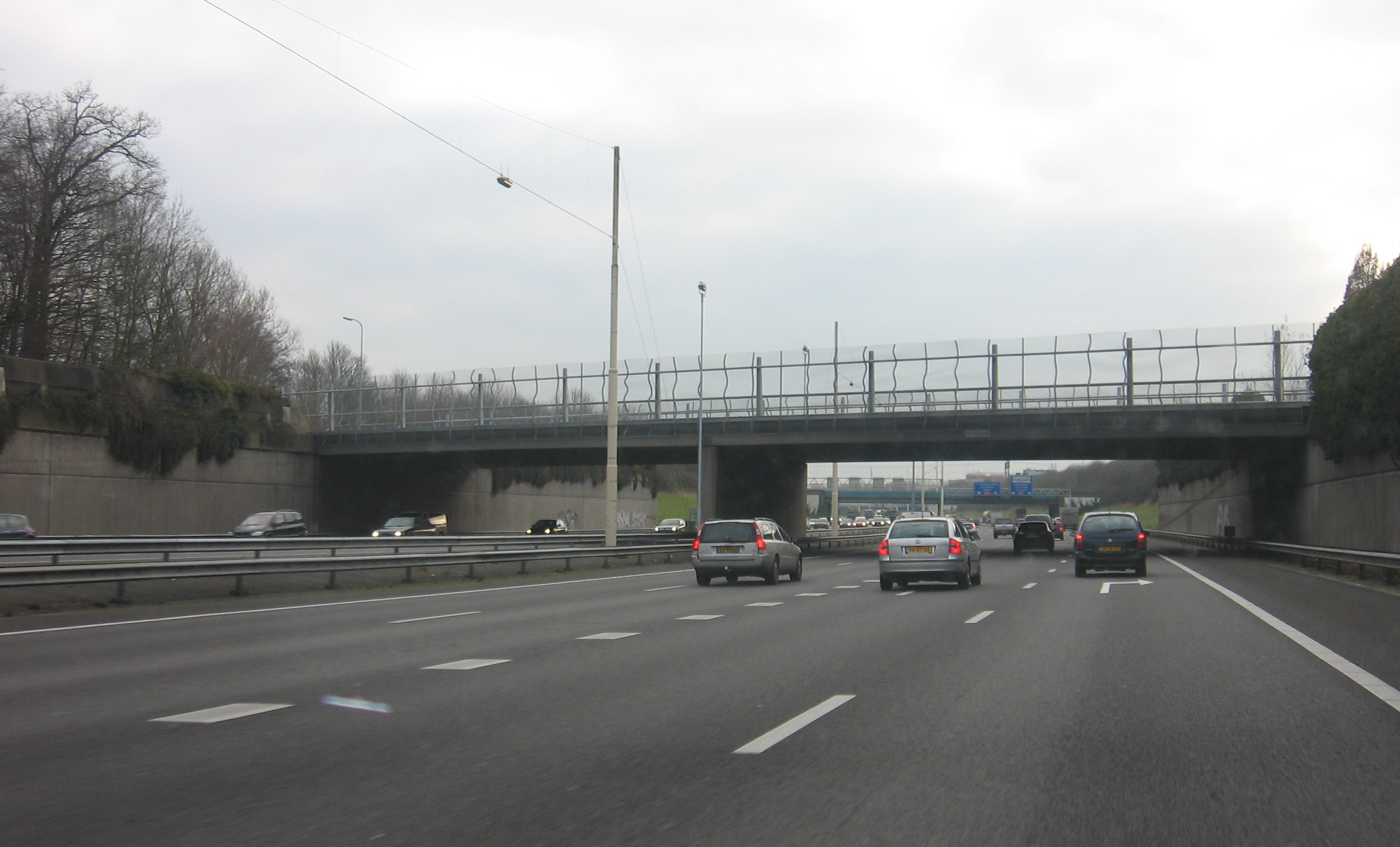
De A27 bij Amelisweerd in 2007

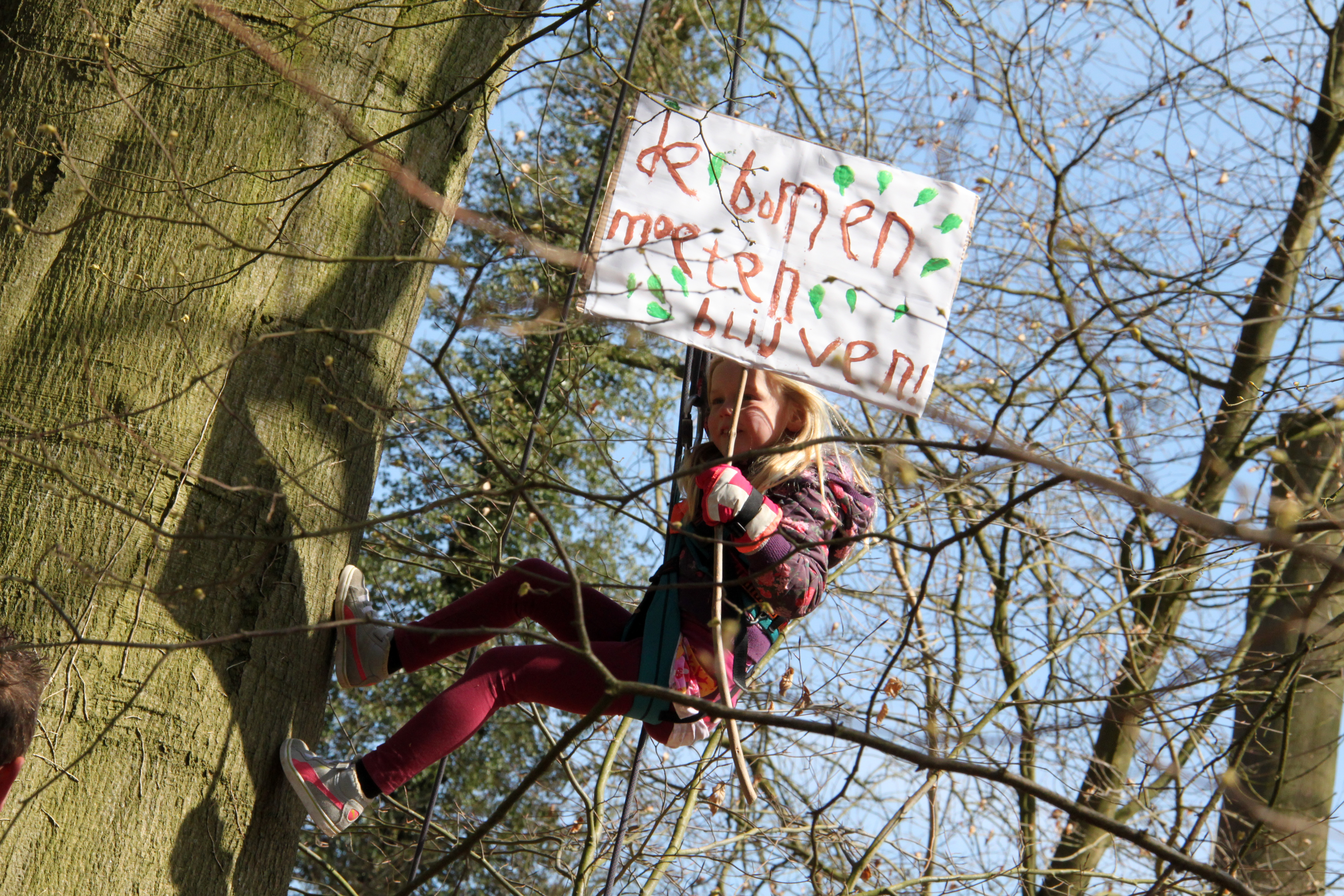
Protesten tegen de verbreding van Rijksweg 27 in 2013

Plannen voor aanleg van de snelweg A27 door het landgoed leidden tot jarenlange protesten en gerechtelijke procedures. In oktober 1978 vond een grote demonstratie plaats. Uiteindelijk moest in 1982 de Tweede Kamer erover beslissen. Een krappe meerderheid van 71 Kamerleden stemde voor de aanleg, 69 tegen. Een deel van Amelisweerd werd bezet door actievoerders met een tentenkamp en boomhutten, een tactiek die later werd voortgezet door GroenFront!. Het actiekamp werd op 24 september 1982 ontruimd door de politie en 465 bomen werden in rap tempo gekapt en omvergeduwd door bulldozers. Op datzelfde moment diende in de rechtbank nog een kort geding dat de kap moest tegenhouden. In de rechtszaal meldde de gemeenteadvocaat dat de laatste boom inmiddels reeds gekapt was. Het kort geding werd daardoor zinloos. In 1986 werd de A27 door het westelijke deel van Amelisweerd aangelegd. De protesten hebben wel weten te bereiken dat de kapbreedte voor de nieuwe weg versmald werd van 175 m tot 55 m en het tracé werd verlegd.
In 2008 zocht Rijkswaterstaat wederom naar ruimte van uitbreiding van snelwegen in de buurt van Amelisweerd. Net als in de jaren tachtig leverde dit hevige protesten op, van onder andere Groenfront en Vrienden van Amelisweerd. In september 2012 kondigde minister Schultz van Haegen nieuwe plannen aan voor verbreding van de A27, wat wederom op tegenstand stuitte bij zowel partijen in de Tweede Kamer als bij de gemeente Utrecht. Het Bestuur Regio Utrecht en de provincie Utrecht stemden in met de plannen. Onder druk van de Tweede Kamer zegde de minister uiteindelijk toe om nogmaals te laten onderzoeken of verbreding inderdaad het beste alternatief is.
In 2016 heeft de toenmalige minister ondanks bezwaren van bewoners en advies tot uitstel van diverse adviesorganen het Tracébesluit vastgesteld, met een aanpassing in 2018. In 2019 is naar aanleiding van een uitspraak van het Europese Hof van Justitie m.b.t. de Nederlands PAS-wetgeving (stikstofcrisis) het tracébesluit door de Raad van State vernietigd.
Op 17 november tekende minister Cora van Nieuwenhuizen het nieuwe Tracébesluit. 13 januari 2020 dient de Kerngroep Ring Utrecht, samen met anderen, beroep in bij de Raad van State. Naast de juridische strijd is er veel protest. De actiegroep Amelisweerd Niet Geasfalteerd roept mensen op zich op te geven als bosbeschermers, die als het moet, de boom in gaan om Amelisweerd te redden.